# 한경인
한경인(韓京仁, 1987년 5월 28일 ~ )은 대한민국의 축구 선수이며 포지션은 공격수이다. 현재 K3리그 화성 FC 소속이다.

## 축구인 경력

### 선수 경력
2011년 경남 FC에 입단하여 시즌 초 수원과의 원정 경기에서 득점을 기록하며 주전 경쟁에서 우위를 점하는 듯하였으나 이후 득점 기록을 추가하지 못하면서 후반기엔 벤치로 밀려났다.
2012년 대전 시티즌으로 이적했지만, 별다른 활약을 보여주지 못했다. 하지만 2013 시즌 말미에 조진호 감독 대행을 통해 출전기회를 늘렸고, 경남 FC와의 경기에서 선제골을 성공시킴을 시작으로 전남 드래곤즈와의 마지막 홈경기때 상대 골키퍼를 제치고 골을 성공시키기도 했다.
2014년 군복무 차원에서 상주 상무에 입단하였다.
2015시즌 말 제대후 대전으로 복귀했으나, 한경기도 출전하지 못했고, 대전은 끝내 강등되었다.
2016년 대전과 계약을 해지하고 실업팀 대전 코레일에 입단하였다.